# 李坦 (正德進士)
李坦（1492年—1536年），字公循，號濡濱，直隸河間府任丘縣人，明朝政治人物。

## 生平
正德十一年（1516年）丙子科順天鄉試第十三名舉人，十六年（1521年）中式辛巳科會試第二百九十八名，二甲第四十四名進士。授戶部主事，陞戶部員外郎，督理易州軍儲，沿邊軍民愛戴。累官至光祿寺少卿，卒年四十五歲。

## 家族
曾祖李溥，教授 贈光祿寺寺丞；祖父李楘，山東布政使司右參政；父李時，吏部尚書。母張氏，封宜人。重慶下。弟李圻。